# Гуго II де Понтье
Гуго II (фр. Hugues II de Ponthieu; ум. 20 ноября 1052) — граф Понтье с 1045 года. Сеньор д’Омаль (по правам жены).
Сын Ангеррана I де Понтье.
Около 1030 года женился на Берте, дочери и наследнице Геримфреда, сеньора д’Омаль.
Впервые упоминается в официальных документах от 1035 года. Став графом, продолжал политику отца по поддержанию дружеских отношений с герцогами Нормандии.
Убит 20 ноября 1052 года. Похоронен в аббатстве Сен-Рикье.
Дети:
- Ангерран II (ум. 1052) — граф де Понтье, сеньор д’Омаль
- Ги I (ум. 1100) — граф де Понтье
- Гуго, участник битвы при Гастингсе
- Ещё один сын (возможно — по имени Галеран), погиб в 1054 в битве при Мортемере
- Беатриса, муж — Вильгельм Нормандский, граф д’Арк.